# Tenemos la carne
Tenemos la carne (en anglès We Are the Flesh) és una pel·lícula de terror mexicano-francesa del 2016 que va ser escrita i dirigida per Emiliano Rocha Minter. La pel·lícula es va estrenar el 2 de febrer de 2016 al Festival Internacional de Cinema de Rotterdam i va tenir una estrena limitada als Estats Units el gener de 2017.Fou projectada com a part de la selecció oficial al XLIX Festival Internacional de Cinema Fantàstic de Catalunya.

## Sinopsi
Un apocalipsi desconegut ha devastat el món i ha obligat els germans Lucio i Fauna a buscar menjar i refugi en un entorn hostil. Es troben amb Mariano, un home que els ofereix aquestes dues coses, però amb un cost: l'han d'ajudar a convertir un edifici abandonat en una estructura de caverna/capoll. També exigeix que els germans tinguin relacions sexuals entre ells mentre observa i es masturba. Amb poques altres opcions, tots dos compleixen, només perquè aquest acte sigui el començament de moltes coses estranyes i horribles que han de fer per sobreviure.

## Repartiment
- Noé Hernández - Mariano
- María Evoli - Fauna
- Diego Gamaliel - Lucio
- Gabino Rodríguez - Soldat mexicà

## Crítica
La recepció crítica de Tenemos la carne ha estat generalment positiva i la pel·lícula té una puntuació del 75% a Rotten Tomatoes, basada en 40 ressenyes amb una puntuació mitjana de 6,16/10. El consens del lloc diu: "Tenemos la carne és visualment sorprenent i agressivament confrontada, pot resultar tan difícil de veure com en última instància és oblidar-la". Els crítics de The Guardian van classificar la pel·lícula amb dues i tres estrelles, i un crític va assenyalar que era "una mica com la pel·lícula de Jorge Michel Grau Somos lo que hay, però sense el propòsit satíric". Variety va assenyalar que les reaccions a Tenemos la carne serien molt diferents segons l'espectador i que er una "festa mexicana extrema d'incest, canibalisme i sexe explícit que hauria de guanyar detractors i aficionats en igual mesura".
Els mitjans de terror Fangoria i Bloody Disgusting van donar a la pel·lícula crítiques favorables, amb aquesta última elogiant el treball de càmera de la pel·lícula, l'ús del color, el so i la interpretació, alhora que van comentar que alguns espectadors "sens dubte estaran ofesos i d'altres frustrats". Dread Central va barrejar crítiques, escrivint que "Aquest és el tipus de cinema visceral que empeny les fronteres que mai i mai serà acceptat pels cineastes més populars, i que probablement serà difícil fins i tot per a aquells que estiguin acostumats al cinema transgressor.